# Archidiecezja Honiara
Archidiecezja Honiara (łac.: Archidioecesis Honiaranus, ang. Archdiocese of Honiara) – rzymskokatolicka archidiecezja na Wyspach Salomona. Siedziba arcybiskupa znajduje się w archikatedrze Świętego Krzyża w Honiarze. Wchodzi w skład Metropolii Honiara. Sufraganiami są diecezje: Gizo i Auki.

## Historia
- 27 lipca 1897 - utworzenie prefektury apostolskiej Brytyjskich Wysp Salomona (z wikariatu apostolskiego Nowego Pomorza)
- 21 stycznia 1904 - zmiana nazwy na prefekturę apostolską Południowych Wysp Salomona
- 1 czerwca 1912 - podniesienie do rangi wikariatu apostolskiego Południowych Wysp Salomona
- 11 czerwca 1959 - z terytorium wikariatu wydzielono apostolski wikariat Zachodnich Wysp Salomona (obecnie diecezja Gizo)
- 15 listopada 1966 - erygowanie diecezji Honiara
- 15 listopada 1978 - podniesienie do rangi archidiecezji
- 17 grudnia 1982 - z archidiecezji wydzielono diecezję Auki
- Herb Archidiecezji został przyjęty w 2016 roku. Autorem herbu jest słowacki heraldyk Marek Sobola[2]

## Ordynariusze

### Prefekci apostolscy
- bp Julien Vidal SM (1897 - 1903) jednocześnie wikariusz apostolski Fidżi
- o. Jean-Ephrem Bertreux SM (1903 - 1912)

### Wikariusze apostolscy
- bp Jean-Ephrem Bertreux SM (1912 - 1919)
- bp Louis-Marie Raucaz SM (1920 - 1934)
- bp Jean-Marie Aubin SM (1935 - 1958)
- bp Daniel Stuyvenberg SM (1958 - 1966)

### Biskup
- bp Daniel Stuyvenberg SM (1966 - 1978)

### Arcybiskupi
- abp Daniel Stuyvenberg SM (1978 - 1984)
- abp Adrian Thomas Smith SM (1984 - 2016)
- abp Christopher Cardone OP (2016 - nadal)

## Główne świątynie
- Archikatedra Świętego Krzyża w Honiarze